# Drakenbaan
De Drakenbaan is een stalen achtbaan in speelpark Oud Valkeveen, in Naarden. 

## Geschiedenis
De achtbaan werd aangekondigd in 2018, en een bouwvergunning voor de achtbaan samen met nog 9 andere attracties werd uiteindelijk verleend na goedkeuring van de Commissie Bezwaarschiften van de gemeente Gooise Meren. Dit gebeurde pas na lang onderhandelen, omdat de gemeente bang is dat er te veel mechanische attracties in Oud Valkeveen zouden worden gebouwd en het speelpark steeds meer op een attractiepark gaat lijken.
De achtbaan werd bij de opening van het nieuwe seizoen in april 2019 geopend als vervanger van Achtbaan, achtbaanmodel Minicoaster Apple, een soort Big Apple/Wacky Worm, van D.P.V. Rides.

## Beschrijving
De Drakenbaan is een stalen achtbaan van het type Family Coaster, model Gravity 80 STD, van de bouwer Zamperla en is geschikt voor kinderen en volwassenen. Het ontwerp van de aankleding van het station en de toren met de draak zijn van Jessie Titley.
De baan heeft een hoogte van 4,5 meter en een lengte van 88 meter. De achtbaantrein is gemaakt om maximaal 12 personen tegelijk te vervoeren. Na het verlaten van het station wordt de achtbaantrein opgetakeld met een kettinglift, en gaat het vervolgens via een 180 graden rechtse bocht naar beneden, langs een kasteeltje met een drakenbeeld op de toren, draait het in een spiraal, en maakt vervolgens nog een 180 graden bocht om terug te komen bij het station en overloopt het parcours nogmaals.